# セント・フランシスFC
セント・フランシス・フットボールクラブ（英語: St.Francis Football Club）は、アイルランドのダブリンのザ・リバティーズをホームタウンとするサッカークラブ。

## 歴史
セント・フランシスFCは1958年にジョン・ハイランドと友人たちによって創設された。1990年、FAIカップ決勝に進出する歴史的快挙を成し遂げた。前回、リーグ・オブ・アイルランドに所属しないノンリーグクラブが決勝に進出したのは50年以上前のことだった。ブレイ・ワンダラーズとの決勝戦は33,000人以上の観客の前で行われた。クラブは1996年にセント・ジェームズ・ゲートFCに代わってリーグ・オブ・アイルランドに加盟し、1996-97シーズンから2000-01シーズンまで所属した。
2001年、プレミアディビジョンに所属するセント・パトリックス・アスレティックと合併する動きがあり、クラブは2001-02シーズンのリーグ・オブ・アイルランドを辞退したが、シーズン中に合併は破談になった。

## タイトル
- FAIカップ 準優勝：1回
  - 1989-90

## 過去の成績
| シーズン  | リーグ                 | 順位 | 試 | 勝 | 分 | 敗 | 得 | 失 | 差  | 点 |
| --------- | ---------------------- | ---- | -- | -- | -- | -- | -- | -- | --- | -- |
| 1996-97   | ファーストディビジョン | 9位  | 27 | 7  | 7  | 13 | 29 | 33 | -4  | 28 |
| 1997-98   | ファーストディビジョン | 8位  | 27 | 7  | 8  | 12 | 29 | 40 | -11 | 29 |
| 1998-99   | ファーストディビジョン | 10位 | 36 | 2  | 12 | 22 | 25 | 68 | -43 | 18 |
| 1999-2000 | ファーストディビジョン | 8位  | 36 | 6  | 14 | 16 | 27 | 54 | -27 | 32 |
| 2000-01   | ファーストディビジョン | 10位 | 36 | 3  | 11 | 22 | 29 | 64 | -35 | 20 |

## 歴代所属選手
- ニッキー・バーン